# Severní stezka (Spojené státy americké)
Severní stezka, anglicky North Country Trail, celým názvem North Country National Scenic Trail, zkráceně NCT, je pěší dálková turistická trasa na severovýchodě Spojených států amerických. Náleží mezi celkem 32 tzv. Národních turistických stezek ve Spojených státech. S délkou 7 400 kilometrů je nejdelší z Národních scénických turistických stezek a druhou nejdelší ze všech národních stezek. Začíná ve střední části státu Vermont a pokračuje jihozápadně a následně severozápadně přes dalších 6 států: New York, Pensylvánie, Ohio, Michigan, Wisconsin, Minnesota až do centrální části Severní Dakoty.
Stezka vede přes 10 národních lesů a přes více než 100 lokálních parků a přírodních rezervací. Prochází Adirondackým pohořím, přes řadu řek a vodních toků, přes prérie, venkovské oblasti a okolo Velkých jezer.
North Country Trail je spravována národní agenturou Správa národních parků a udržována především dobrovolníky přes společnost North Country Trail Association.